# Gelénes
Gelénes is een plaats (község) en gemeente in het Hongaarse comitaat Szabolcs-Szatmár-Bereg. Gelénes telt 611 inwoners (2001).